# Nußdorf ob der Traisen
Nußdorf ob der Traisen là một đô thị thuộc huyện Sankt Pölten-Land trong bang Niederösterreich, Áo.